# Esther Stahl
Esther Stahl (* 19. August 1980 in Oberhausen) ist eine deutsche Volleyballspielerin.

## Karriere
Esther Stahl begann mit dem Volleyball im beim heimischen STV Hünxe. Über den TuB Bocholt und den SV Blau-Weiß Dingden kam die Linkshänderin zum Zweitligisten Alemannia Aachen, mit dem ihr 2008 der Aufstieg in die Erste Bundesliga gelang. 2009 absolvierte Ester Stahl auch fünf Länderspiele in der deutschen Nationalmannschaft. Die universell einsetzbare Aachener Kapitänin wurde 2009 und 2010 ins „Allstar-Team“ der Bundesliga gewählt. 2011 spielte Esther Stahl in der Zweiten Bundesliga beim TV Gladbeck, kam aber wegen einer Knieverletzung nur zu zwei Einsätzen.

## Privates
Esther Stahl studierte an der Ruhr-Universität Bochum und erlangte dort den Grad der Doktor-Ingenieurin für Maschinenbau. Heute arbeitet sie am Fraunhofer-Institut für Umwelt-, Sicherheits- und Energietechnik in Oberhausen.